# FBXL22
FBXL22 (англ. F-box and leucine rich repeat protein 22) – білок, який кодується однойменним геном, розташованим у людей на 15-й хромосомі. Довжина поліпептидного ланцюга білка становить 247 амінокислот, а молекулярна маса — 27 269.
| 10         |  | 20         |  | 30         |  | 40         |  | 50         |
| ---------- |  | ---------- |  | ---------- |  | ---------- |  | ---------- |
| MWPLLTMHIT |  | QLNRECLLHL |  | FSFLDKDSRK |  | SLARTCSQLH |  | DVFEDPALWS |
| LLHFRSLTEL |  | QKDNFLLGPA |  | LRSLSICWHS |  | SRVQVCSIED |  | WLKSAFQRSI |
| CSRHESLVND |  | FLLRVCDRLS |  | AVRSPRRREA |  | PAPSSGTPIA |  | VGPKSPRWGG |
| PDHSEFADLR |  | SGVTGARAAA |  | RRGLGSLRAE |  | RPSETPPAPG |  | VSWGPPPPGA |
| PVVISVKQEE |  | GKQGRTGRRS |  | HRAAPPCGFA |  | RTRVCPPTFP |  | GADAFPQ    |

A: Аланін

C: Цистеїн

D: Аспарагінова кислота

E: Глутамінова кислота

F: Фенілаланін

G: Гліцин

H: Гістидин

I: Ізолейцин

K: Лізин

L: Лейцин

M: Метіонін

N: Аспарагін

P: Пролін

Q: Глутамін

R: Аргінін

S: Серин

T: Треонін

V: Валін

Задіяний у такому біологічному процесі, як убіквітинування білків. 
Локалізований у цитоплазмі.